# Venera 1
A Venera 1 (em russo: Венера-1), chamada de Estação Interplanetária Automática Vénus-1, foi a primeira sonda espacial enviada para Vênus pela União Soviética, em 12 de fevereiro de 1961, às 00h34min36 UTC.
Era uma sonda de 643,5 kg que consistia de um corpo cilíndrico de 1,05 m de diâmetro, fechada por um domo, com 2,035 de comprimento. 
Cerca de 7 dias depois de ir para o espaço, em 19 de Fevereiro de 1961, e já a caminho do planeta Vénus, o centro de controle da Terra perdeu o contato com a nave.

## Nave espacial
Venera 1 era uma sonda de 643,5 quilogramas (1 419 lb) que consistia em um corpo cilíndrico de 1,05 metros (3 pés 5 pol.) de diâmetro, encimado por uma cúpula, totalizando 2,035 metros (6 pés 8,1 pol.) de altura. Dois painéis solares estendidos do cilindro, carregando um banco de baterias de prata-zinco. Uma antena parabólica de malha de arame de 2 metros foi projetada para enviar dados de Vênus para a Terra em uma frequência de 922,8 MHz. Um boom de antena de 2,4 metros foi usado para transmitir sinais de ondas curtas durante a fase próxima à Terra da missão. semidirectional quadrupolo antenas montadas nos painéis solares forneceram telemetria de rotina e contato de telecomando com a Terra durante a missão, em uma banda de rádio de decímetro circularmente polarizada.
A sonda foi equipada com instrumentos científicos, incluindo um magnetômetro flux-gate conectado ao boom da antena, duas armadilhas de íons para medir o vento solar, detectores de micrometeoritos e tubos contadores Geiger e um cintilador de iodeto de sódio para medição da radiação cósmica. Um experimento acoplado a um painel solar mediu as temperaturas de revestimentos experimentais. Radiômetros infravermelhos e / ou ultravioleta podem ter sido incluídos. A cúpula continha um motor KDU-414 usado para correções no meio do percurso. O controle de temperatura foi realizado por persianas térmicas motorizadas.
Durante a maior parte de seu vôo, o Venera 1 foi estabilizado por rotação. Foi a primeira espaçonave projetada para realizar correções de meio curso, entrando em um modo de estabilização de 3 eixos, fixando-se no Sol e na estrela Canopus. Se tivesse alcançado Vênus, teria entrado em outro modo de estabilização de 3 eixos, fixando-se no Sol e na Terra e usando pela primeira vez uma antena parabólica para transmitir dados.

## Lançamento
Venera 1 foi a segunda de duas tentativas de lançar uma sonda para Vênus em fevereiro de 1961, imediatamente após o lançamento de sua nave irmã Venera-1VA No.1, que não conseguiu deixar a órbita terrestre. Especialistas soviéticos lançaram o Venera-1 usando um foguete porta-aviões Molniya do Cosmódromo de Baikonur. O lançamento ocorreu às 00h34min36 GMT de 12 de fevereiro de 1961.
A espaçonave, junto com o estágio superior Blok-L do foguete, foi inicialmente colocada em uma órbita terrestre de 229 × 282 km, antes do estágio superior disparar para colocar "Venera 1" em uma órbita heliocêntrica, direcionada para Vênus. O motor 11D33 foi o primeiro motor de foguete de ciclo de combustão escalonado do mundo e também o primeiro uso de um motor de expansão para permitir que um motor de foguete de combustível líquido dê partida no espaço.

## Falha
Três sessões de telemetria bem-sucedidas foram conduzidas, reunindo dados de vento solar e raios cósmicos perto da Terra, na magnetopausa da Terra e em 19 de fevereiro a uma distância de 1 900 000 km (1 200 000 mi). Depois de descobrir o vento solar com Luna 2, Venera 1 forneceu a primeira verificação de que este plasma estava uniformemente presente no espaço profundo. Sete dias depois, a próxima sessão de telemetria agendada não ocorreu. Em 19 de maio de 1961, a Venera 1 passou a 100 000 km (62 000 milhas) de Vênus. Com a ajuda do radiotelescópio britânico em Jodrell Bank, alguns sinais fracos do Venera 1 podem ter sido detectados em junho. Engenheiros soviéticos acreditavam que Venera 1falhou devido ao superaquecimento de um sensor de direção solar.